# Lesieniec (województwo małopolskie)
Lesieniec – wieś w Polsce, położona w województwie małopolskim, w powiecie krakowskim, w gminie Iwanowice.
| SIMC    | Nazwa   | Rodzaj    |
| ------- | ------- | --------- |
| 0320578 | Toporek | część wsi |

W latach 1975–1998 miejscowość administracyjnie należała do województwa krakowskiego.